# Heuliez Bus

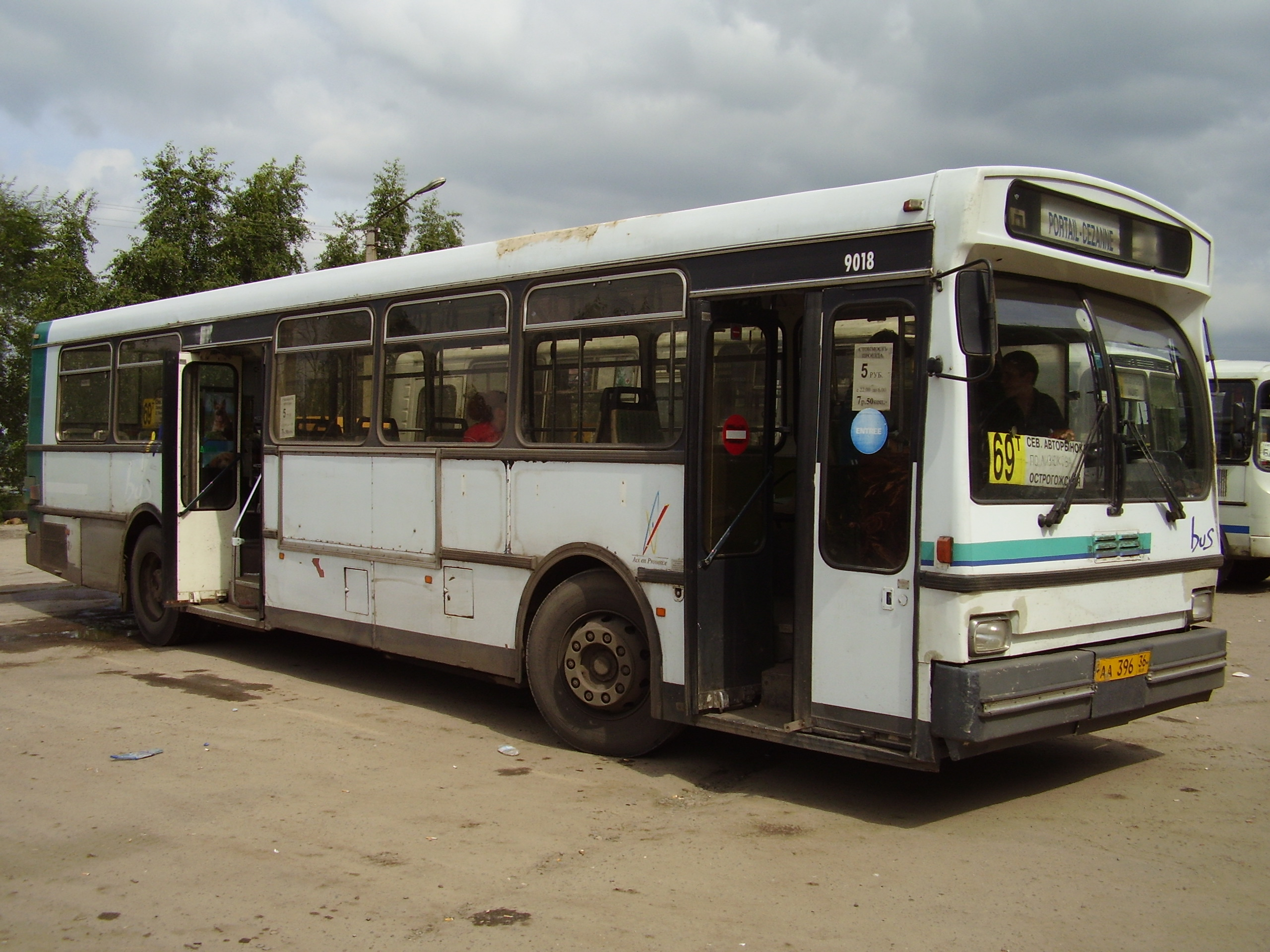
Городской автобус Heuliez

Heuliez Bus — автобусное отделение французской фирмы Heuliez, выпускающее вместительные и практичные машины для городских и междугородных перевозок с 1982 года.

## Серия Access’Bus
Автобусы семейства Access’Bus, предназначенные для быстрой посадки и скоростной доставки больших масс пассажиров на сравнительно дальние расстояния. По общей конструкции они идентичны соответствующим городским моделям, но имеют усиленные кузова с увеличенным количеством дверей. Эту гамму возглавляет компактный автобус GX117 длиной 9 м. Вариант GX317 длиной 12 м, полной массой 19 т, с мотором мощностью 206 л. с. рассчитан на перевозку 110—120 человек со скоростью свыше 80 км/ч. Сочлененный 4-дверный GX417 полной массой 28 т имеет усиленное основание от шасси Volvo B10LA и оборудован 6-цилиндровым двигателем Volvo мощностью 285 л. с., расположенным в левой части задней секции.

## Серия Compac
Самым маленьким в программе городским автобусом является 9-метровая модель GX77H с односкатными шинами полной массой 12,8 т, принадлежащая к семейству Compac. Рядный 6-цилиндровый дизель Renault с турбонаддувом мощностью 149 л. с. расположен вертикально в центральной левой части шасси под сиденьями. Он работает с автоматической 4-ступенчатой коробкой передач Allison. Задний мост Rockwell снабжен двойной главной передачей, рулевой механизм ZF — с гидроусилителем. На городском автобусе GX107 длиной 11,6 м и полной массой 17,4 т двигатель в 206 л. с. расположен продольно в заднем свесе. Для комплектации автобуса предлагаются автоматические 3-, 4- и 5-ступенчатые коробки передач ZF или Voith, главная гипоидная передача и комбинированная подвеска всех колес на пневматических элементах и рессорах. В зависимости от планировки в салоне установлено от 24 до 41 сиденья. В конце 90-х годов на базе GX107 начался выпуск экологически чистого автобуса GX217, работающего на сжатом природном газе, который перевозится в баллонах на крыше автобуса. Его развитием является сочлененный городской автобус GX187 с дизелем Renault в 253 или 302 л. с., расположенным в задней части второй секции и приводящим одновременно заднюю и среднюю оси. Длина автобуса — 17,9 м, полная масса — 26,5 т, общая вместимость — 170 пассажиров.

## Серия Inter’Bus
Inter’Bus — междугородные автобусы: одиночный GX57 и сочлененный GX87, близкие по конструкции и параметрам к выше описанным автобусам. Главными отличиями являются стальные лонжеронные рамы, использование дизельных двигателей Volvo мощностью 279 л. с., механических 5- или 7-ступенчатых коробок передач, а также наличие в салоне только посадочных мест на 55-80 пассажиров. На сочлененном варианте весь силовой агрегат смонтирован в центре передней секции и приводит только один средний мост.

## Галерея

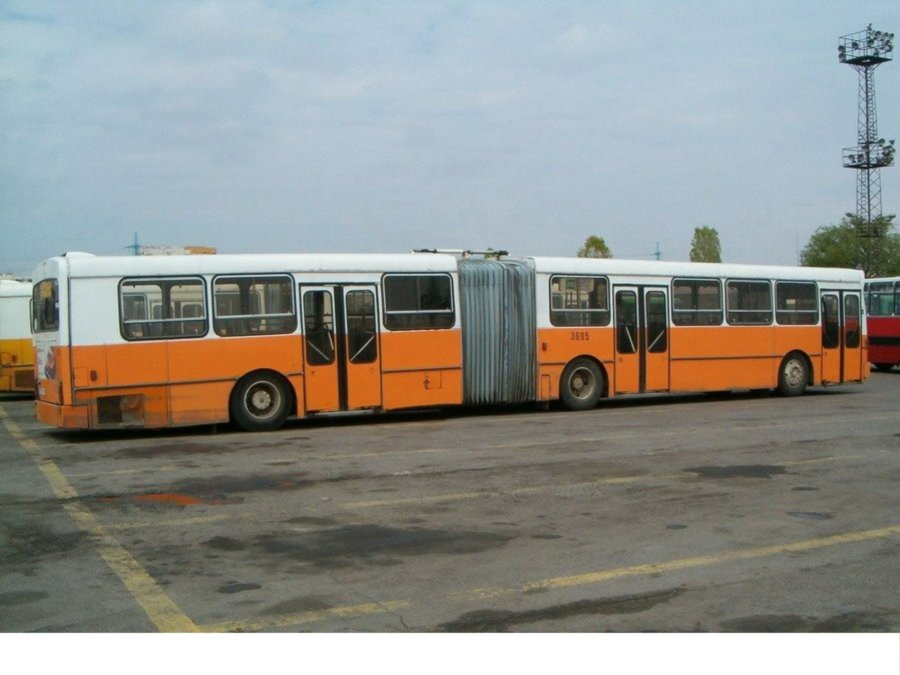
Heuliez O305G
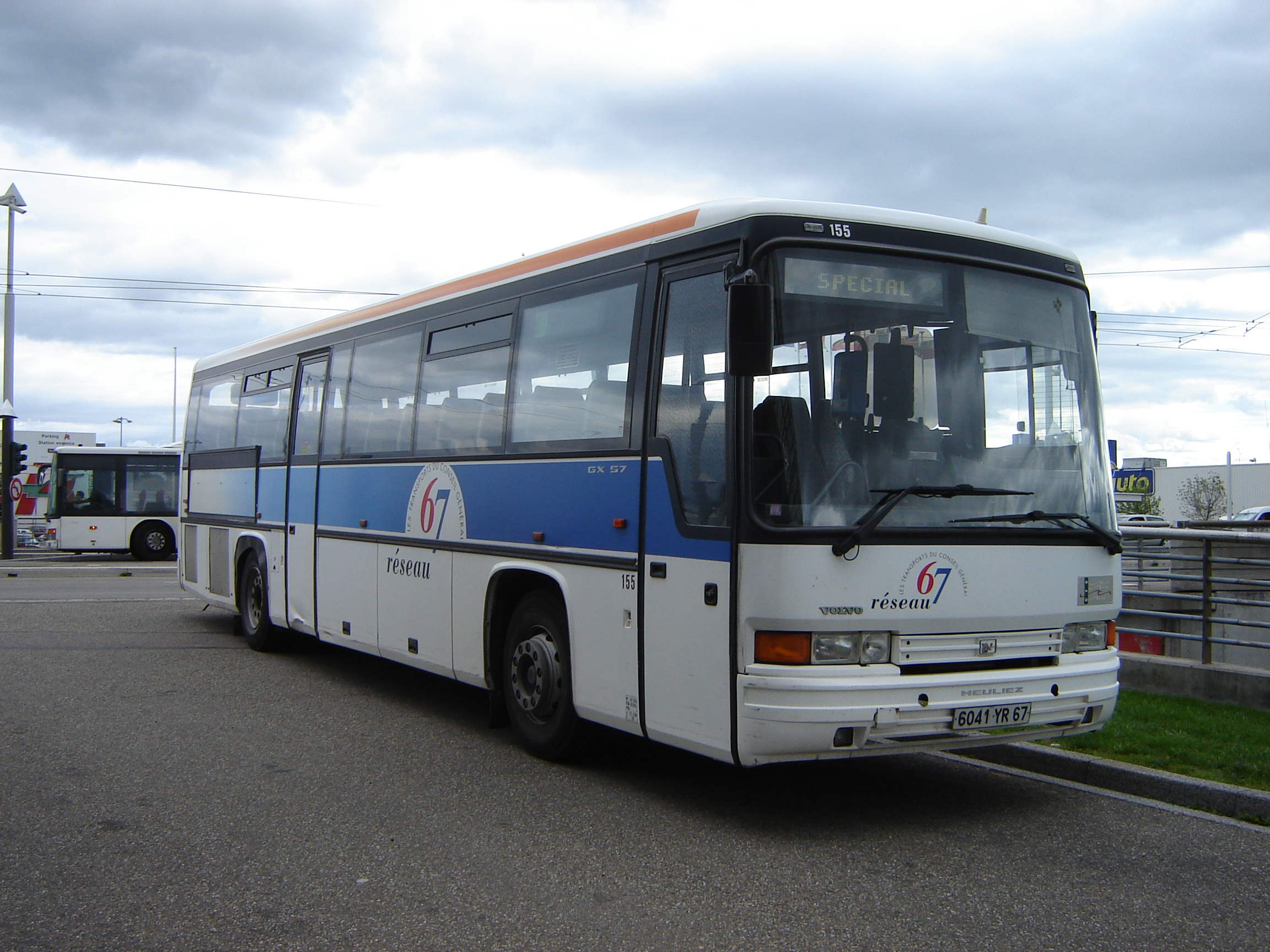
Heuliez GX 57
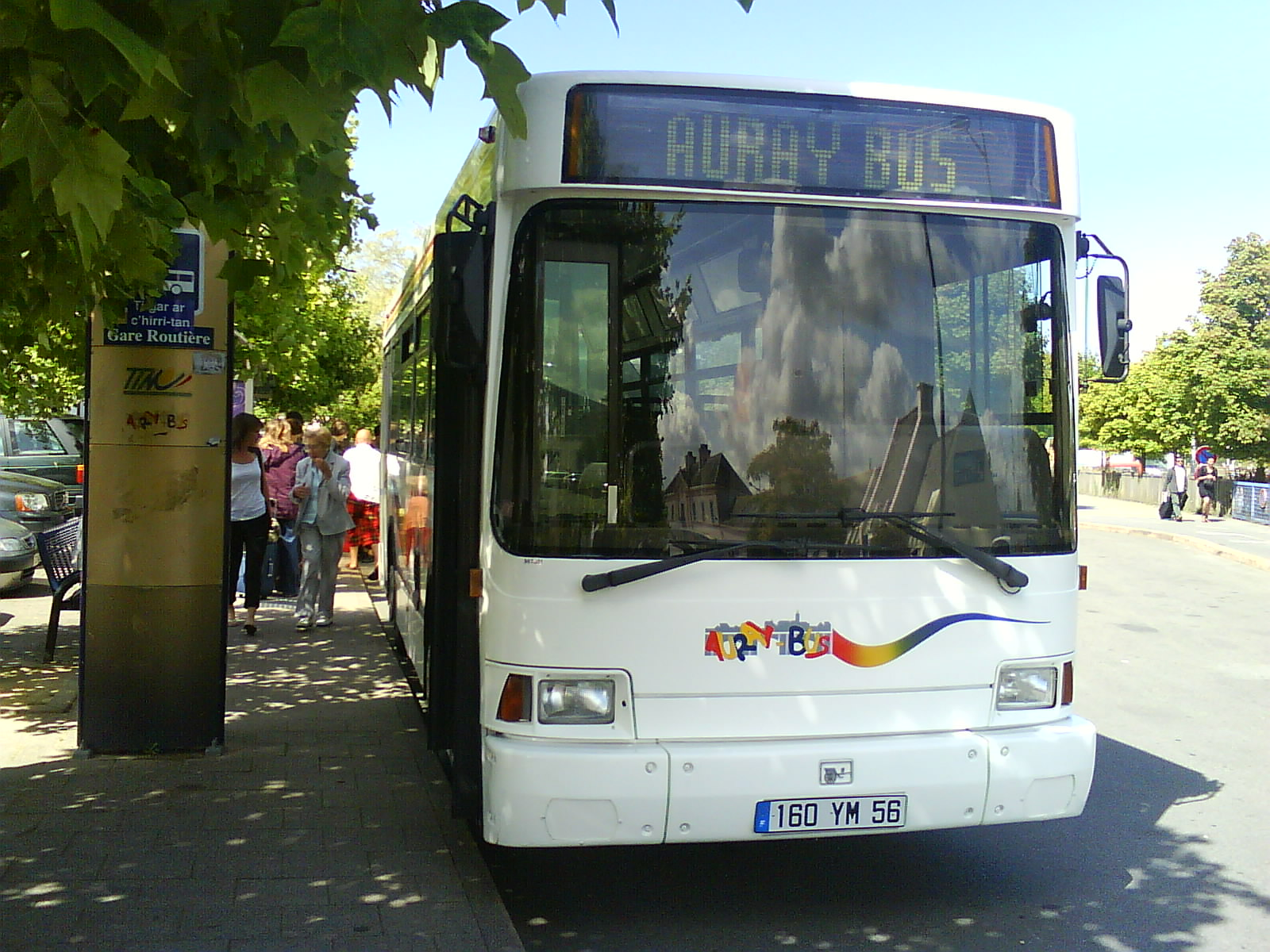
Heuliez GX 77H
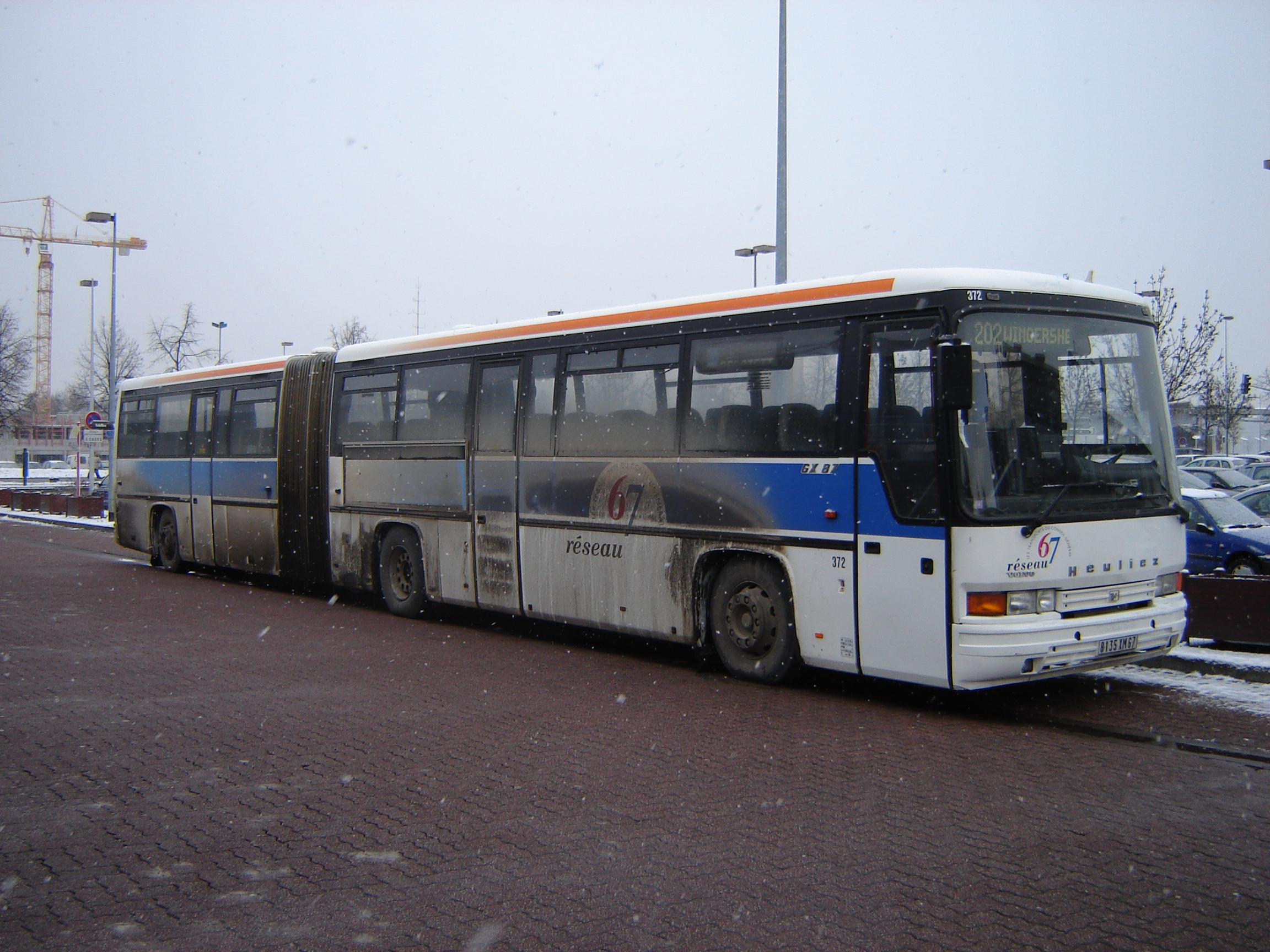
Heuliez GX 87
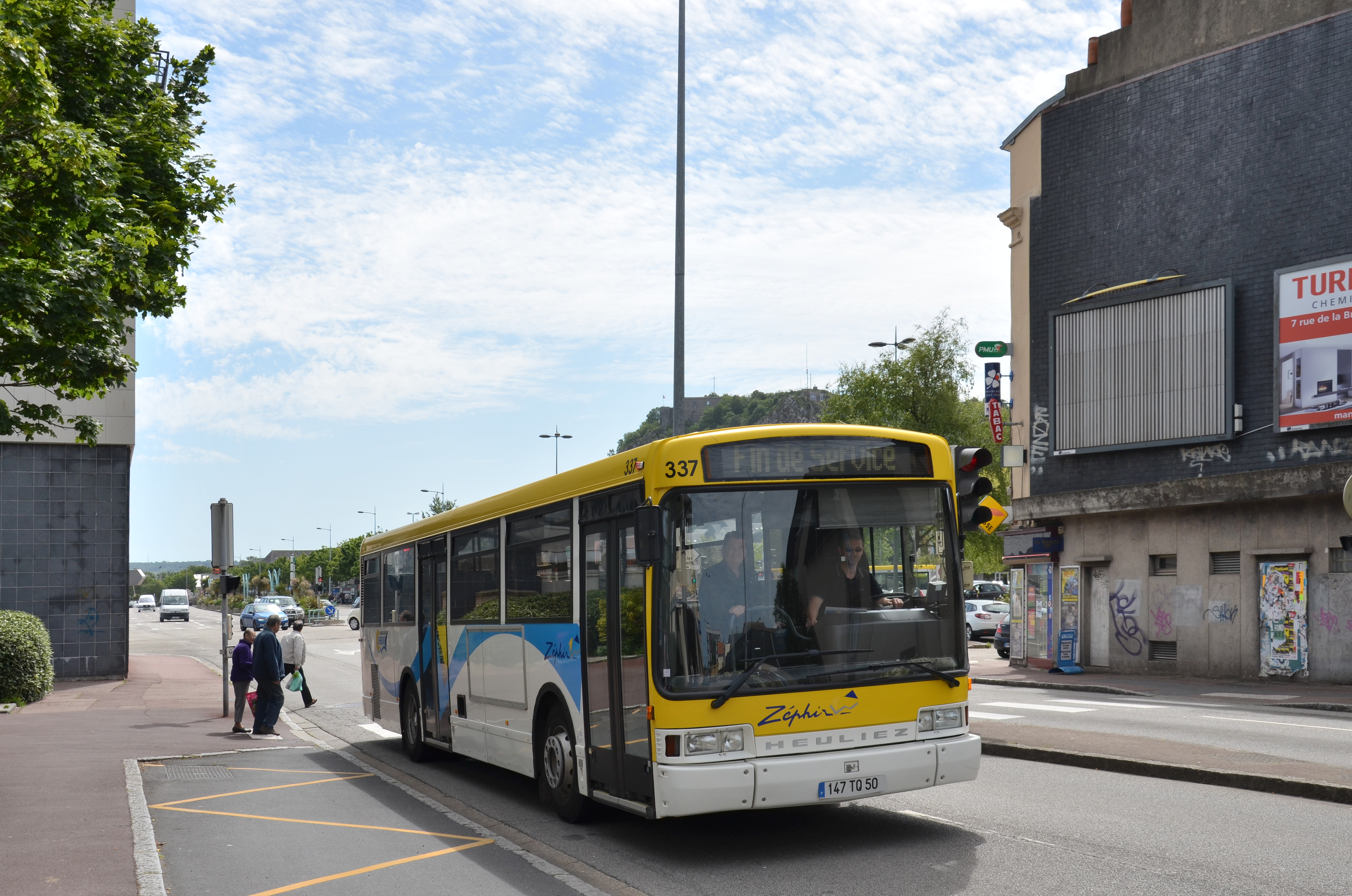
Heuliez GX 107
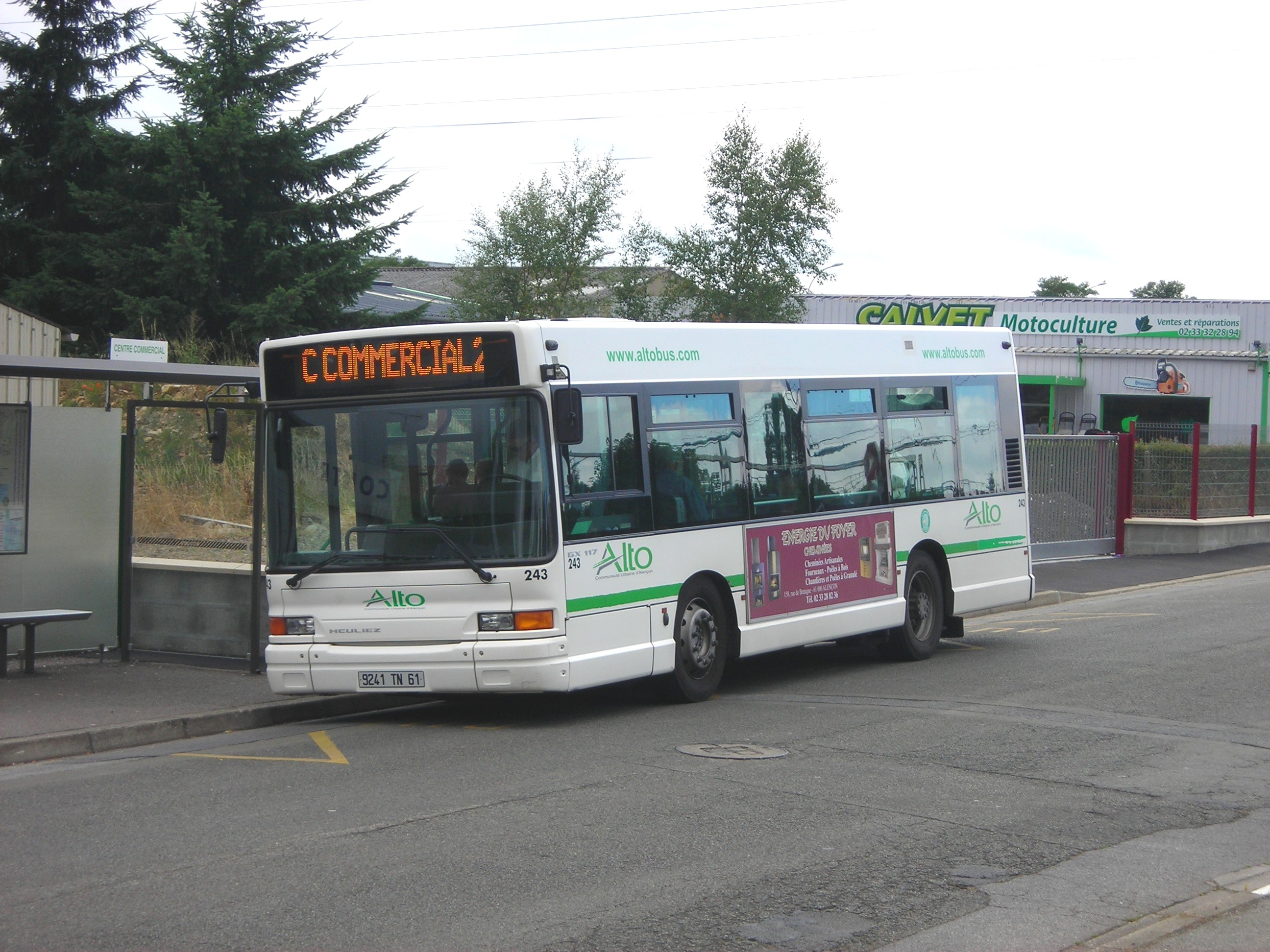
Heuliez GX 117
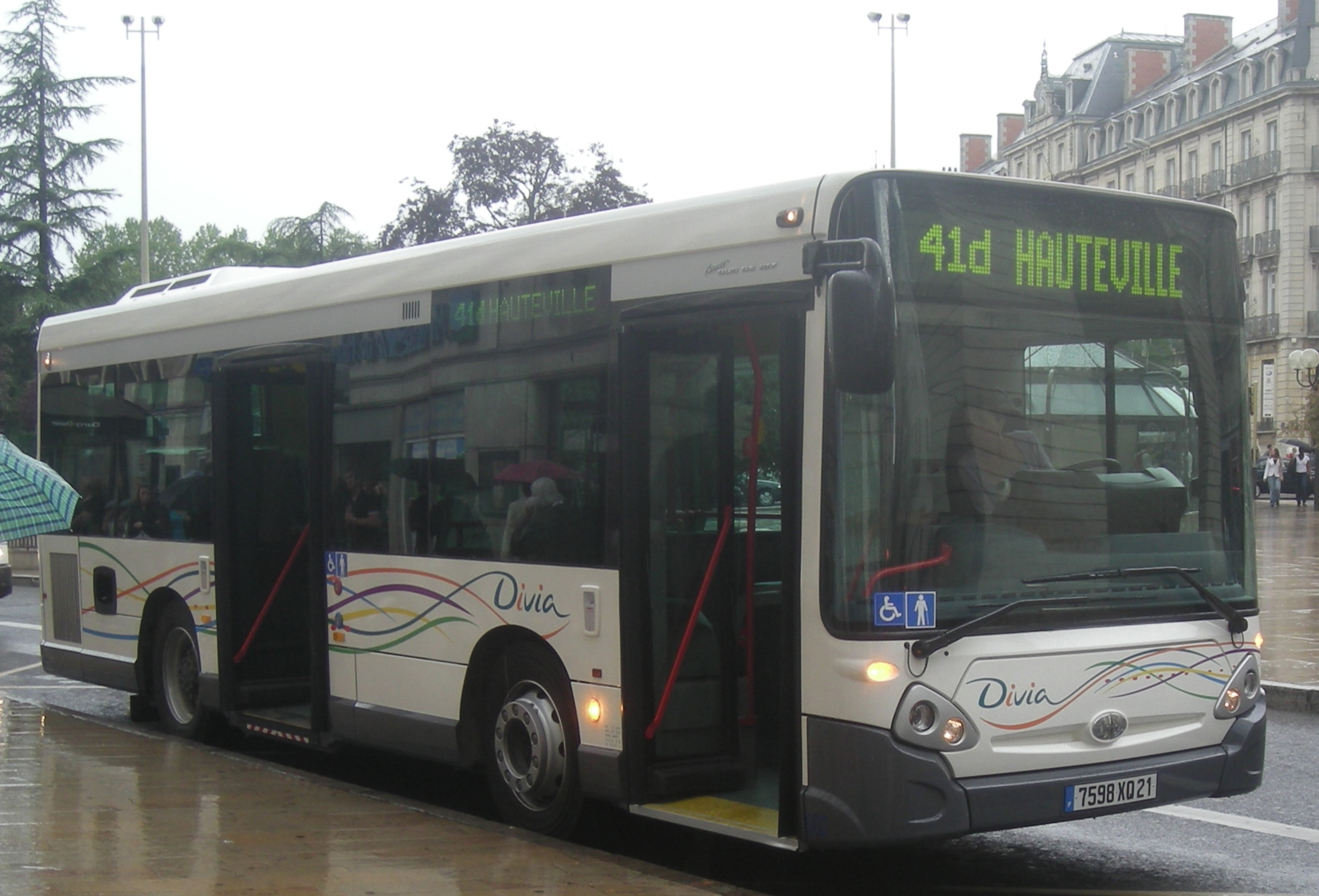
Heuliez GX 127
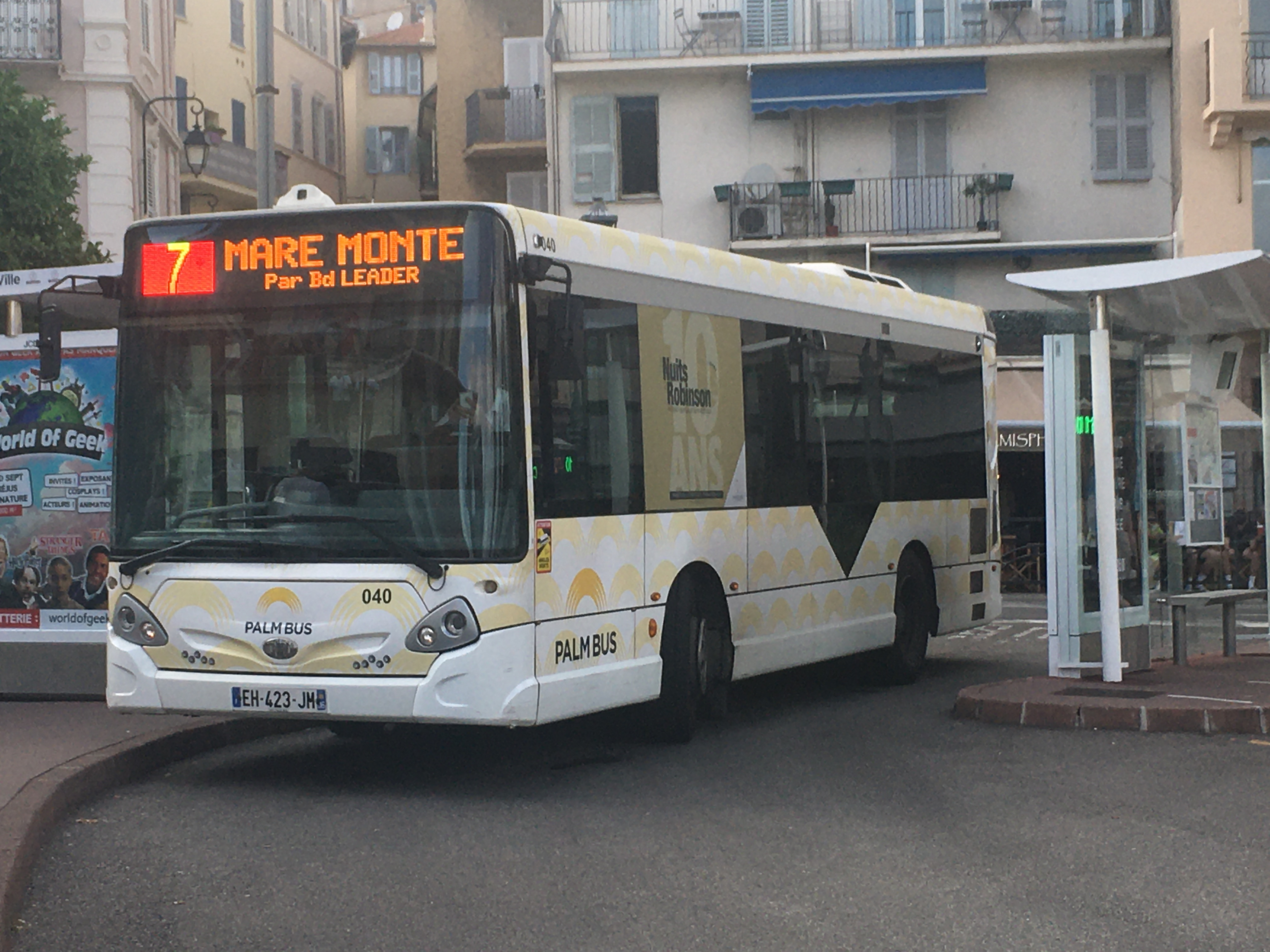
Heuliez GX 137
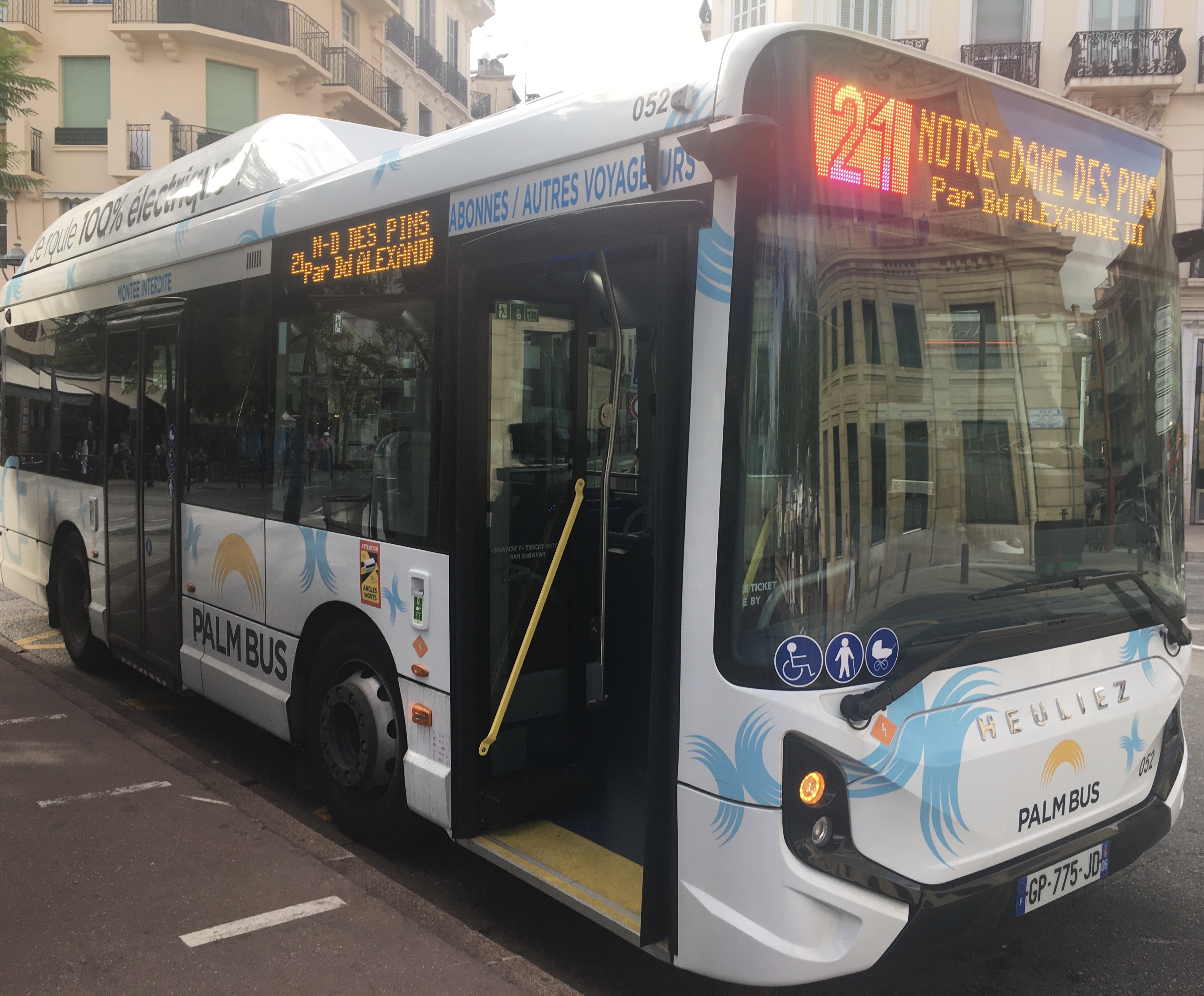
Heuliez GX 137 LE
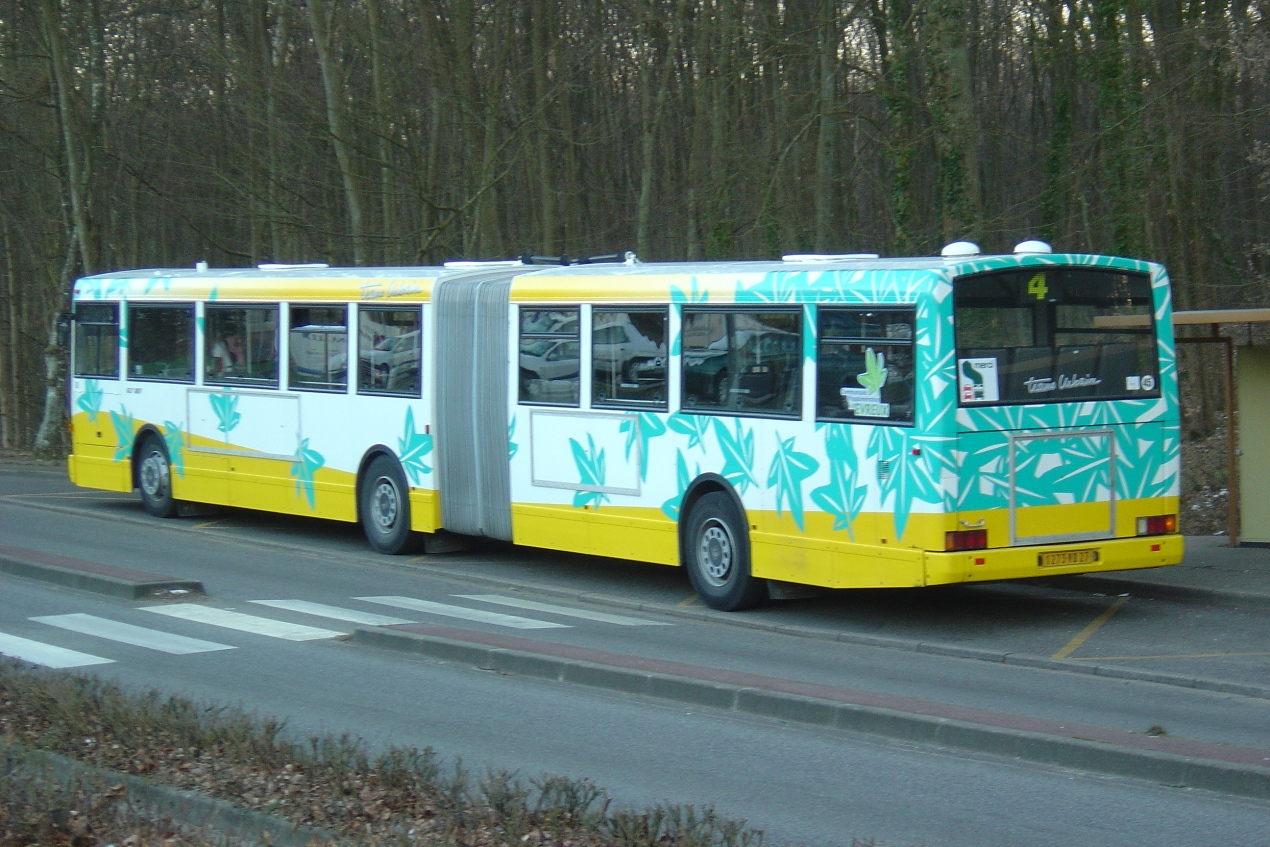
Heuliez GX 187
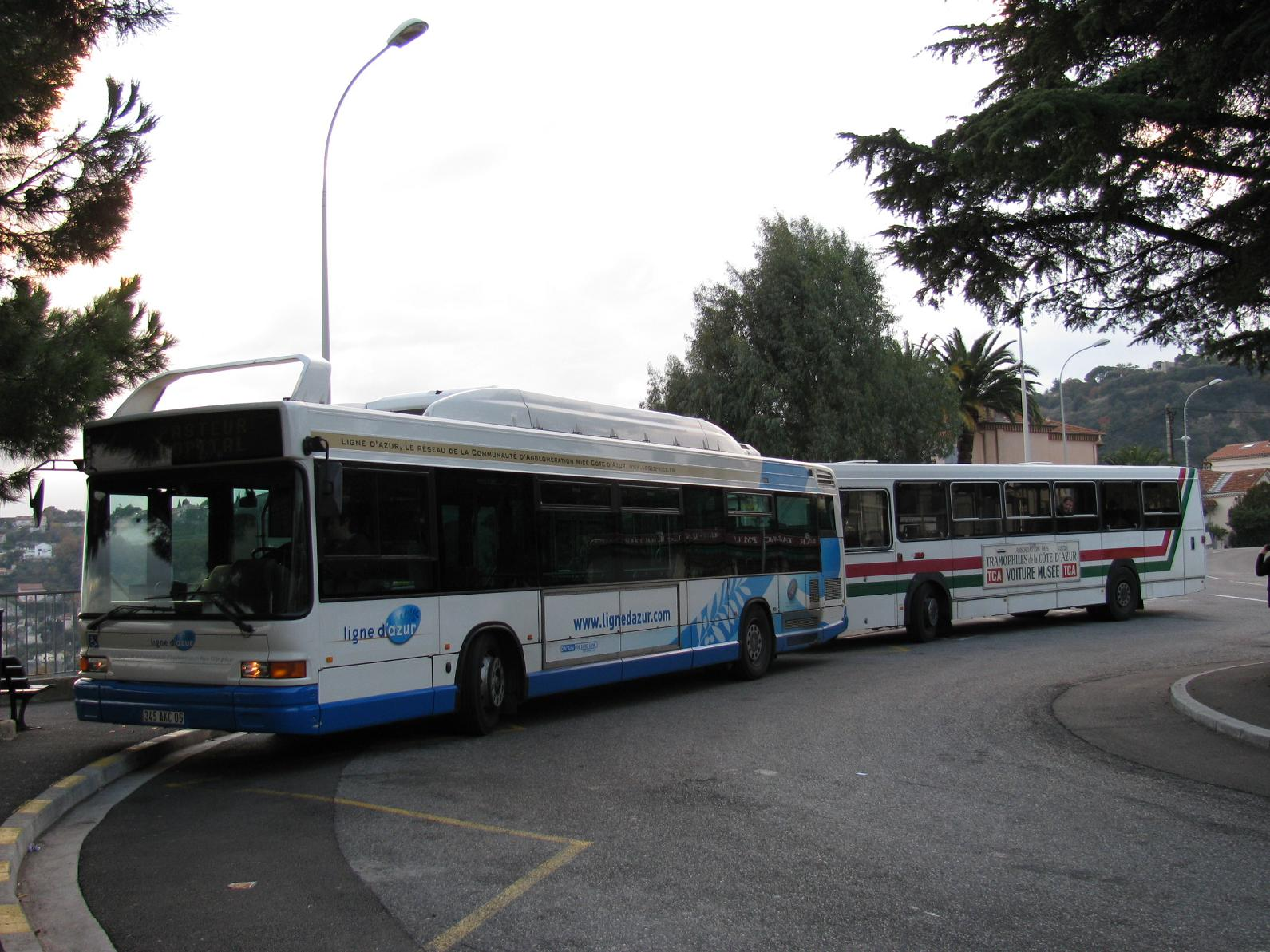
Heuliez GX 217 CNG
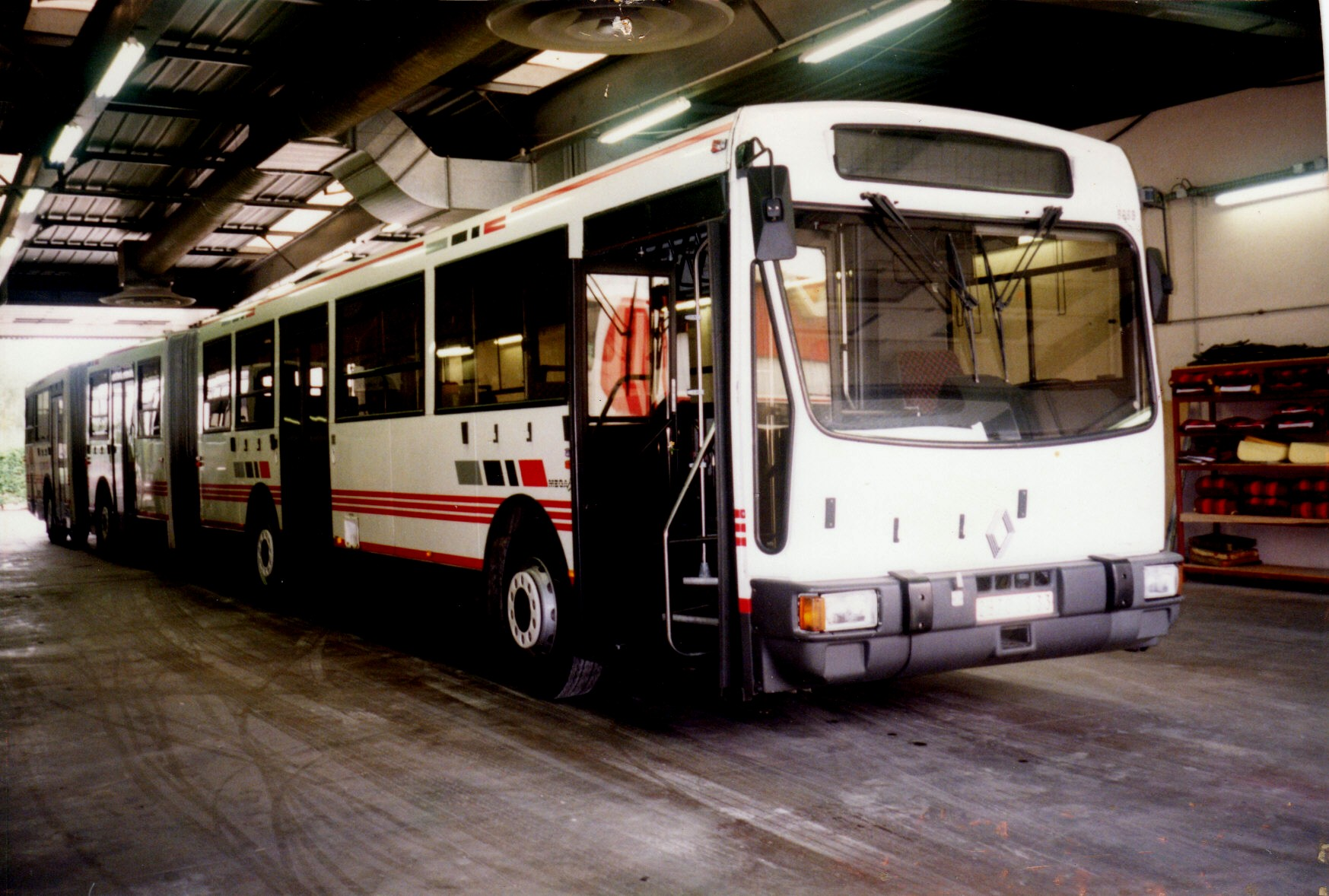
Heuliez GX 237
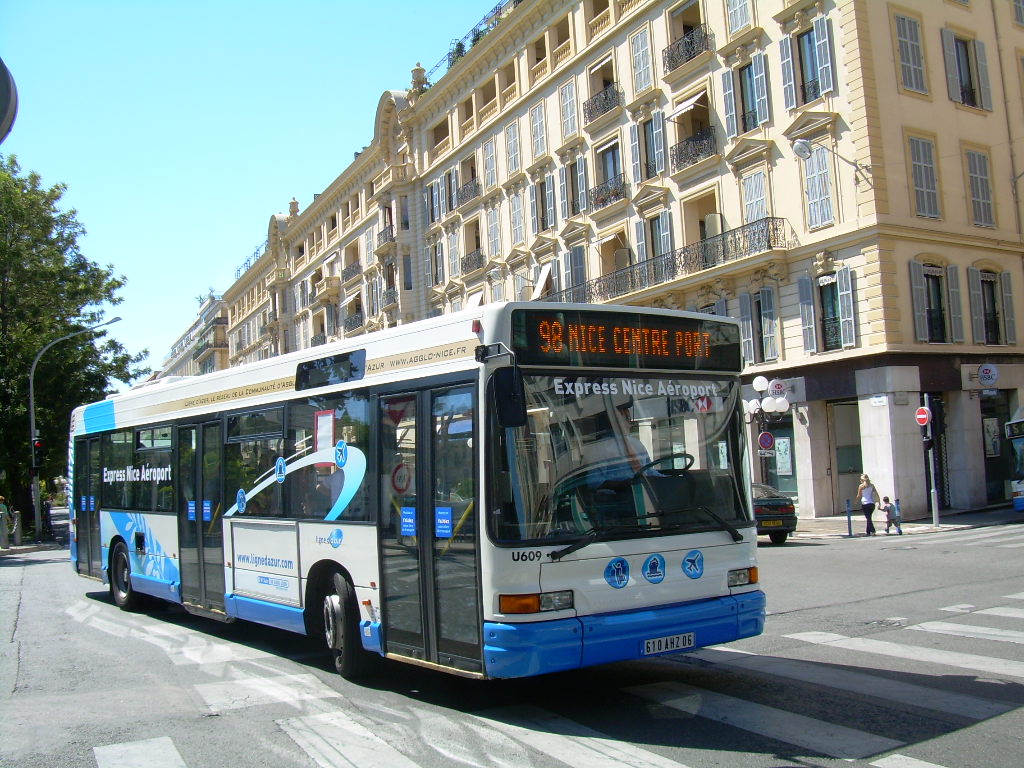
Heuliez GX 317
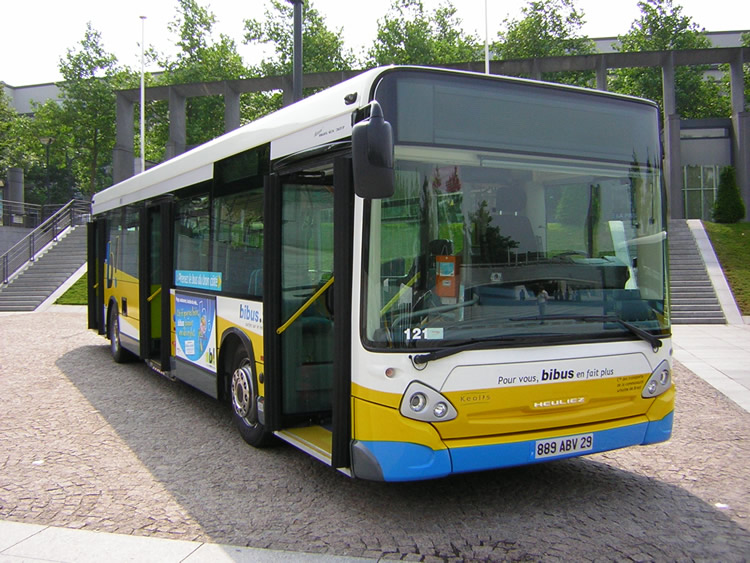
Heuliez GX 327
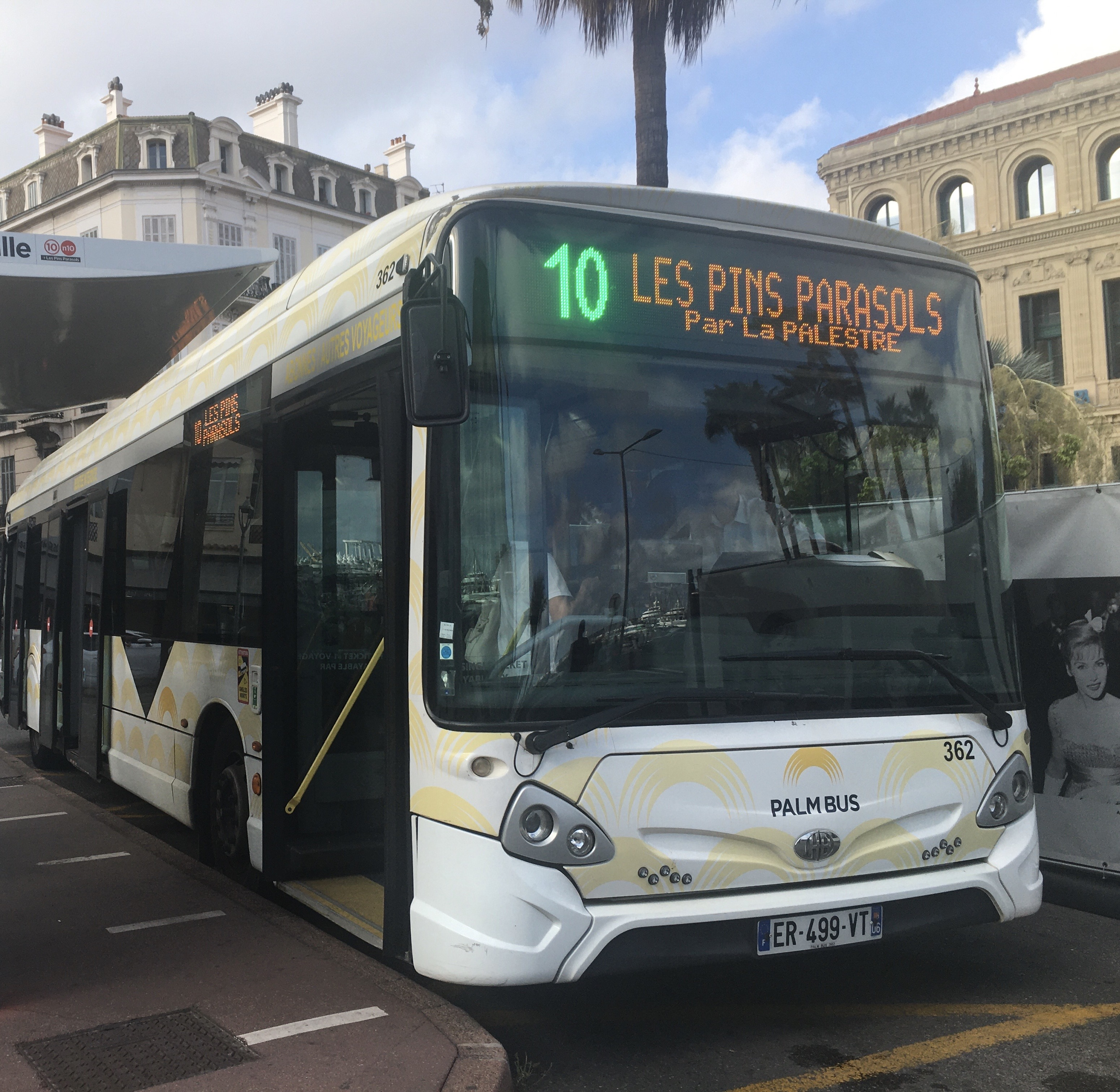
Heuliez GX 337
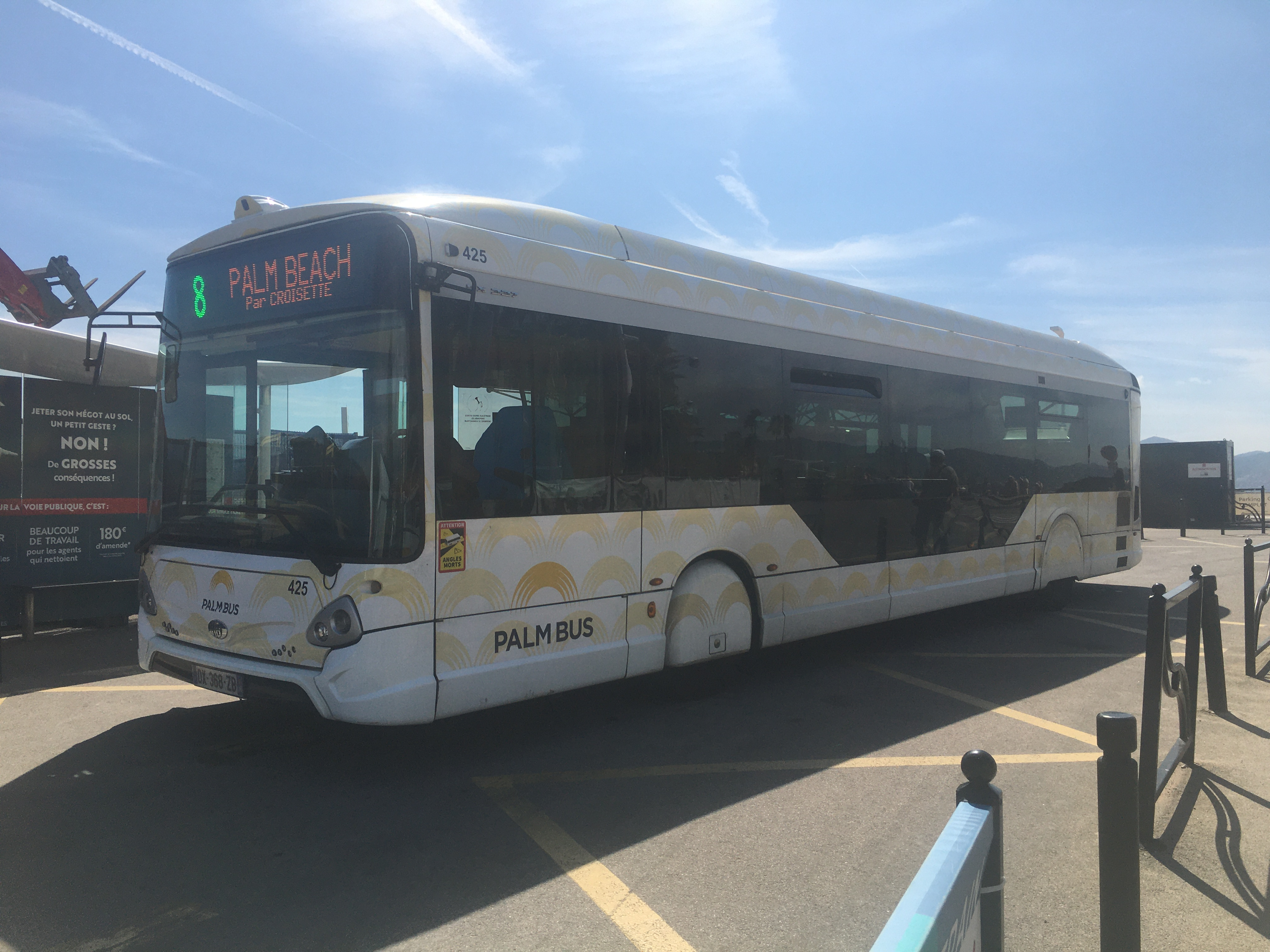
Heuliez GX 337 BHLS
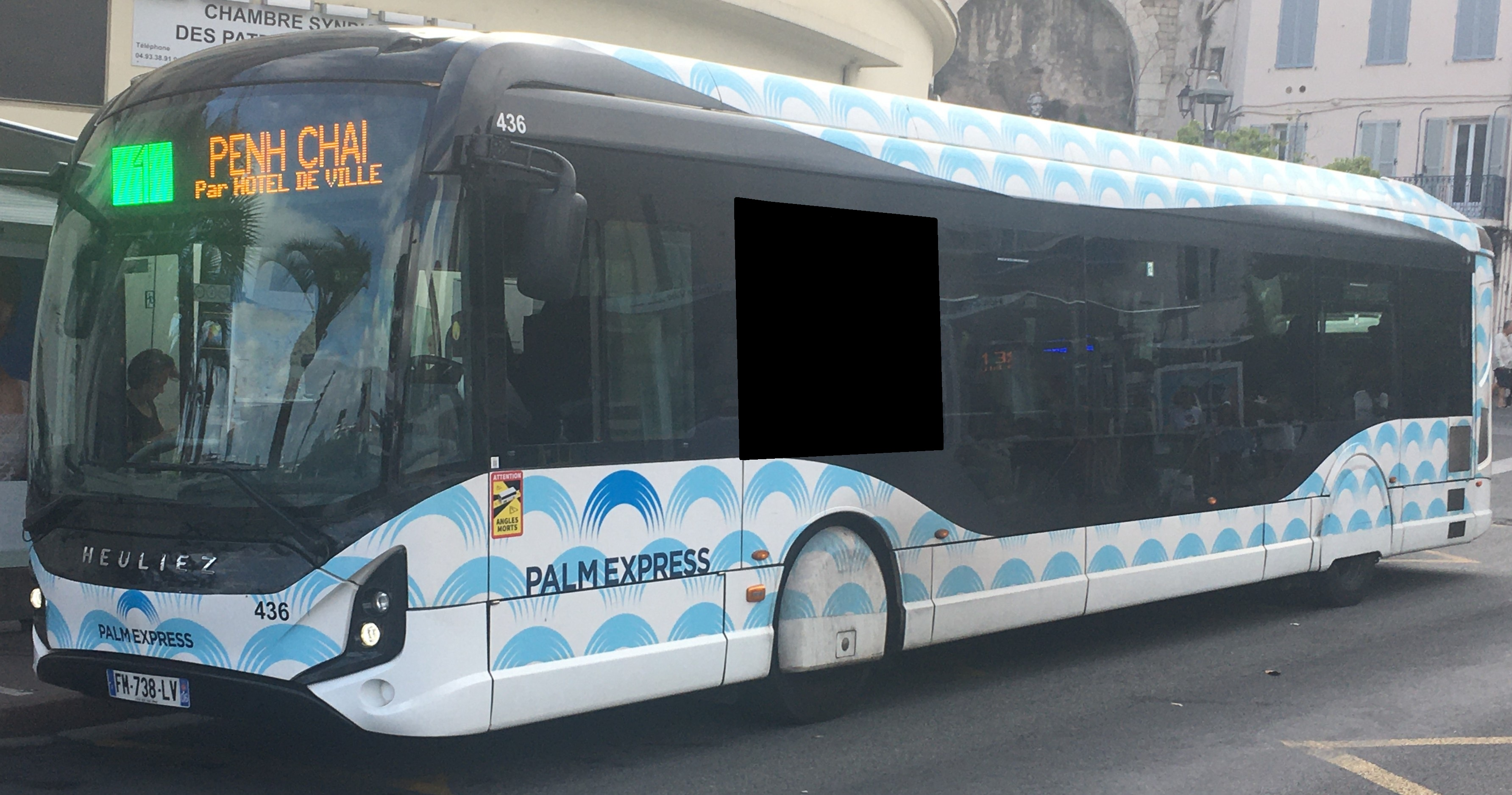
Heuliez GX 337 Linium
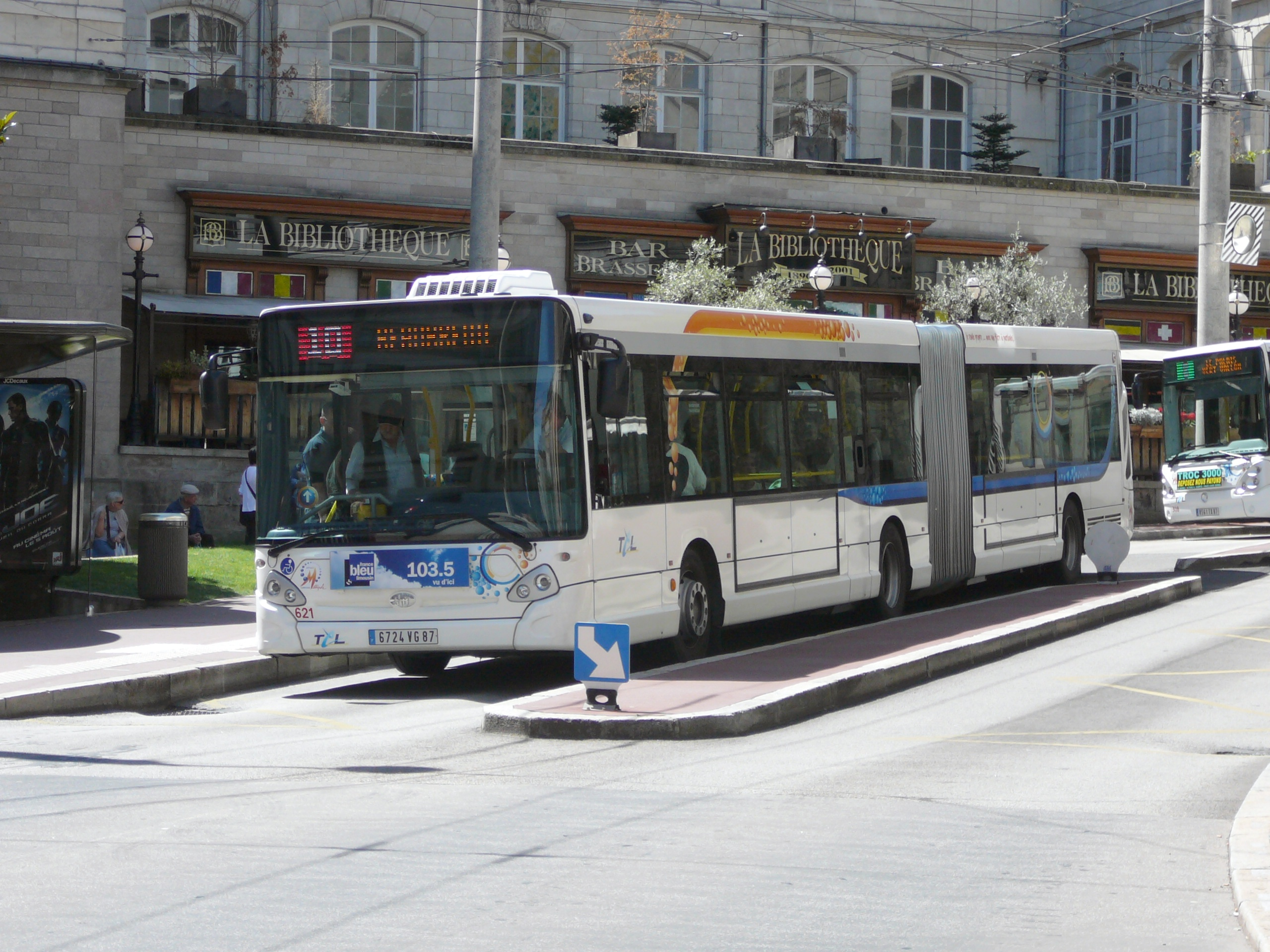
Heuliez GX 427
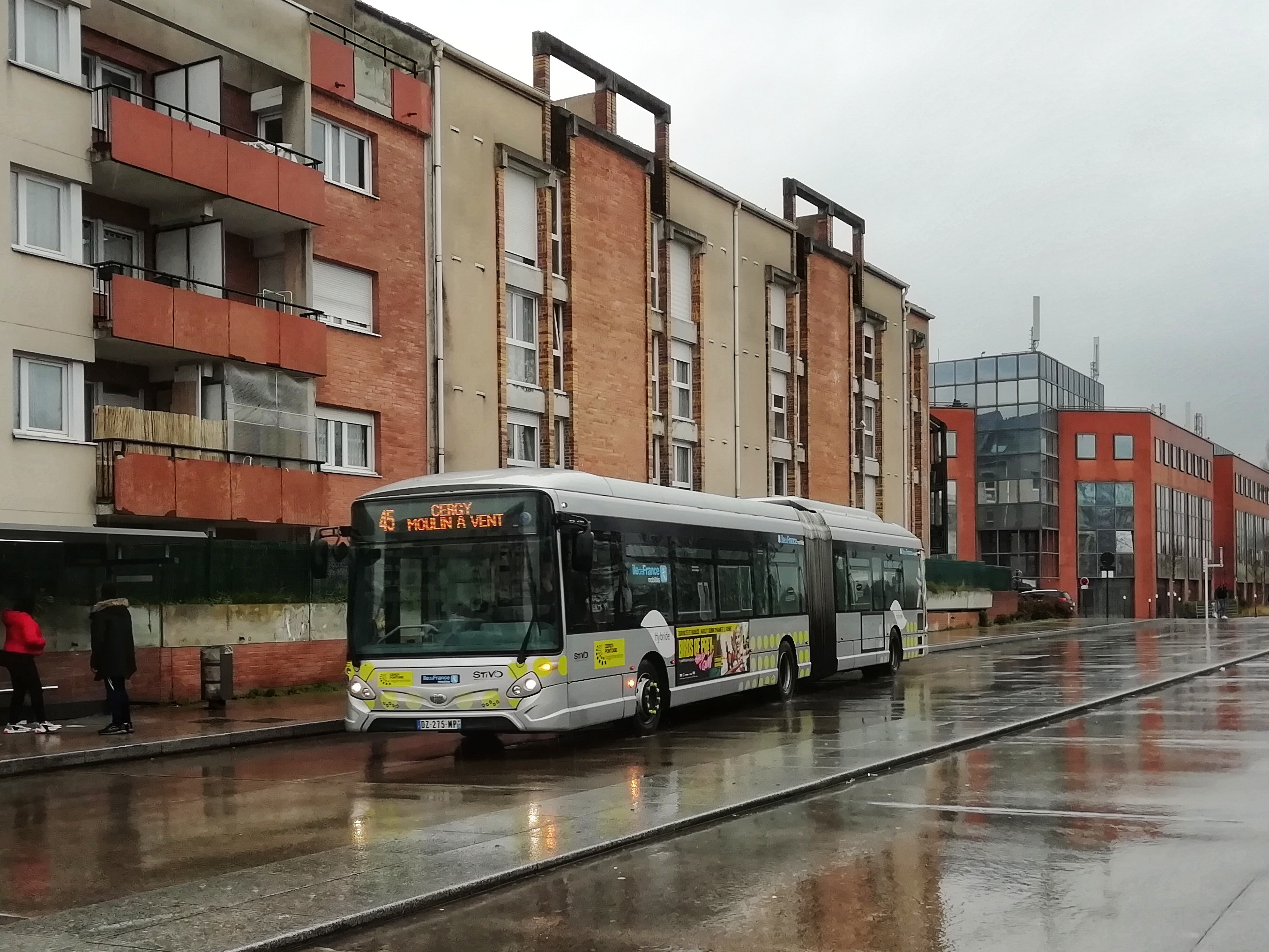
Heuliez GX 437
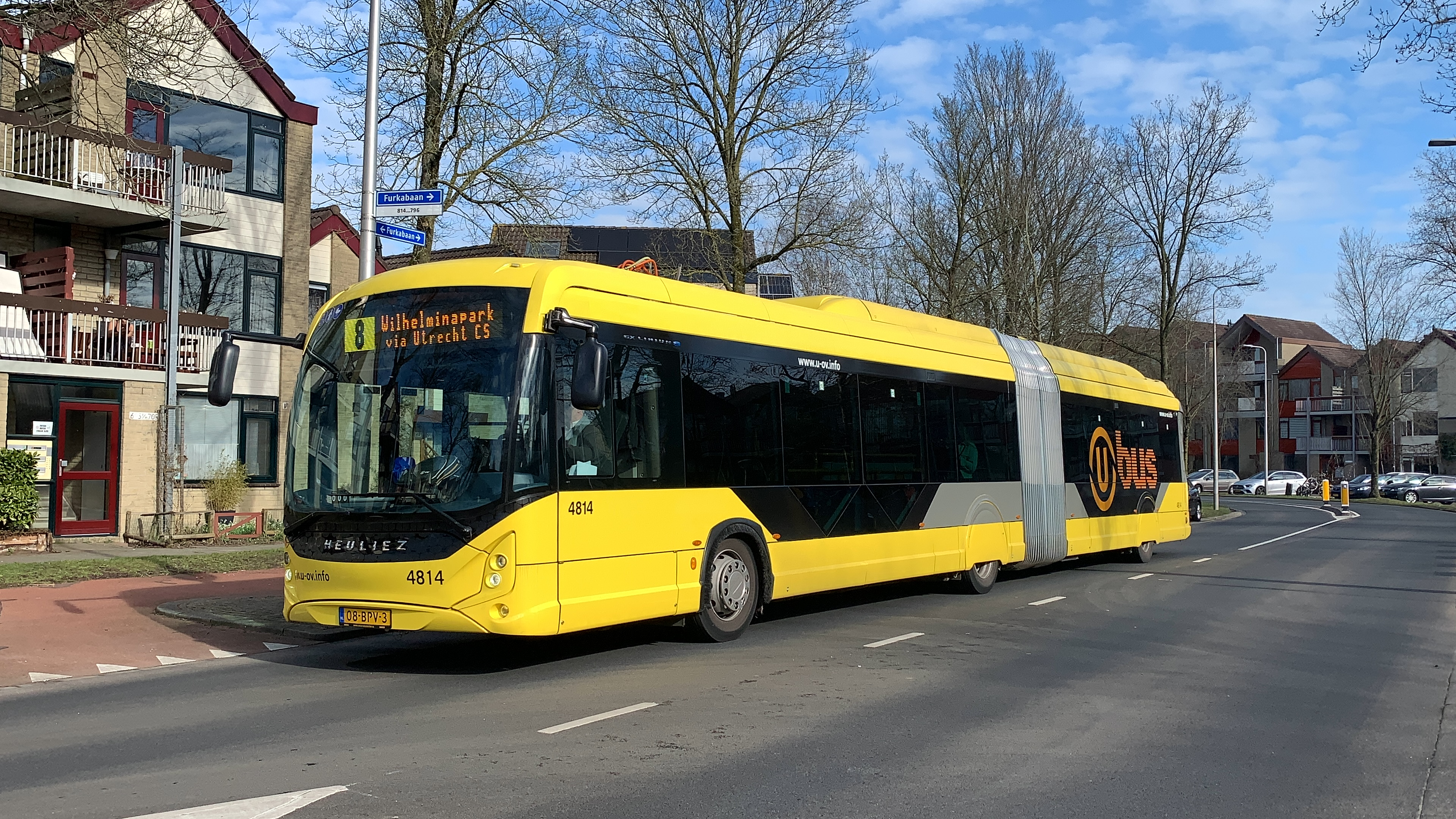
Heuliez GX 437 Linium (Ulrecht)
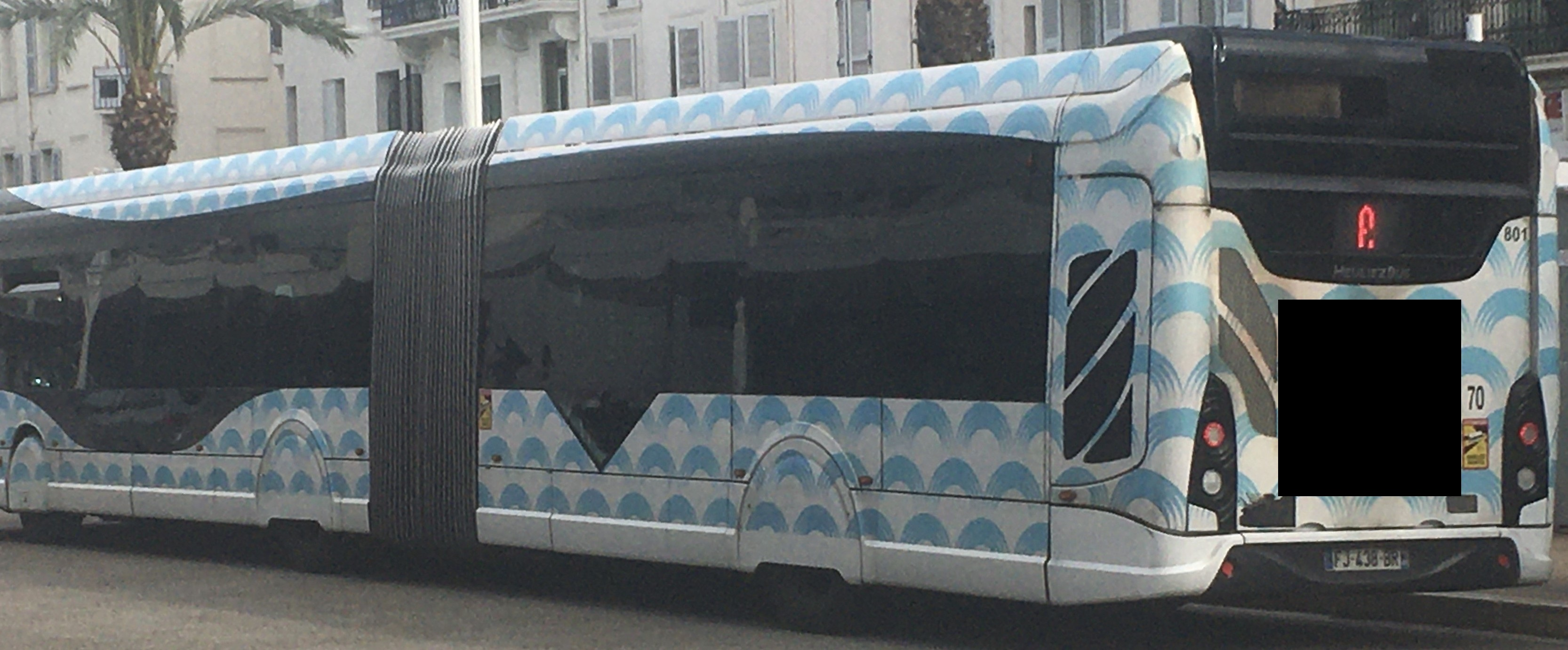
Heuliez GX4 37 Linium (Cannes)
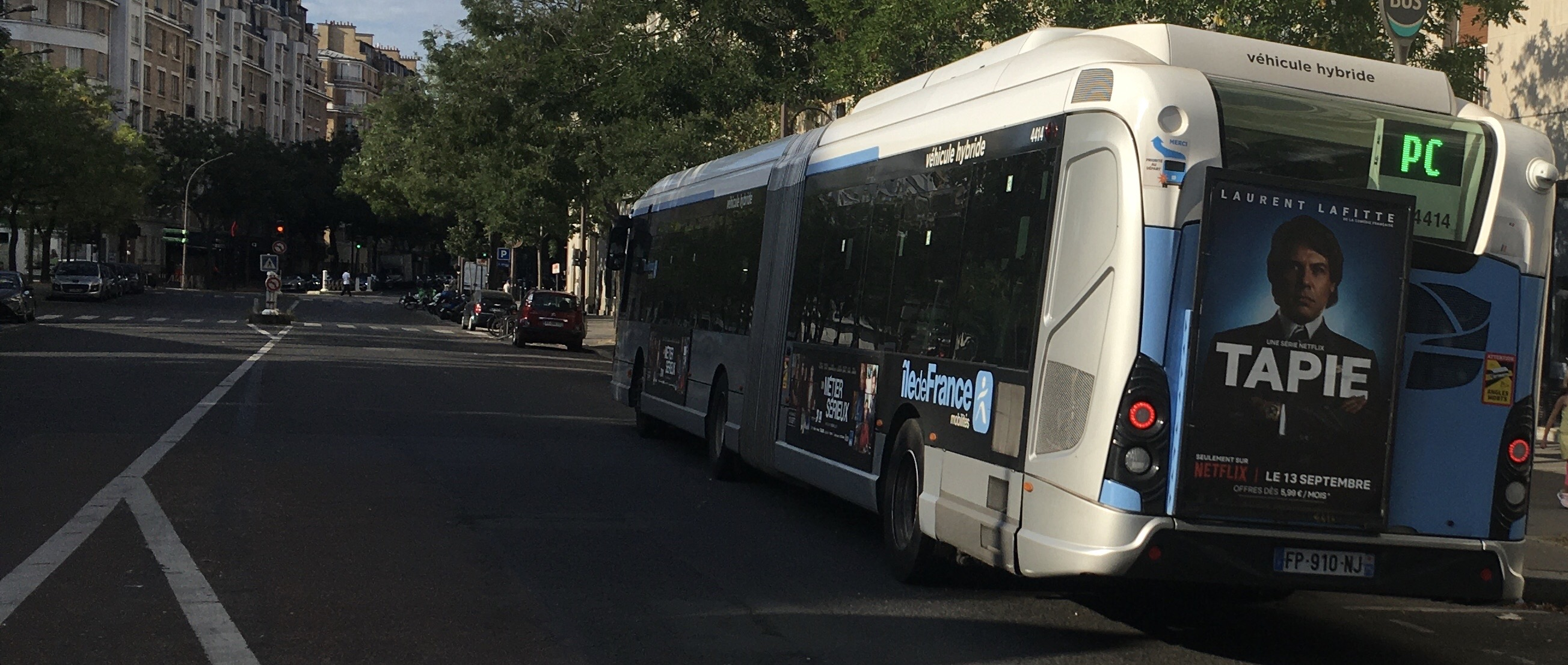
Heuliez GX 437 HYB (Paris)